# Julia Neilson
Pour les articles homonymes, voir Neilson.
Julia Emilie Neilson (née le 12 juin 1868 et morte le 27 mai 1957) est une actrice anglaise connue pour ses nombreuses représentations en tant que Lady Blakeney dans Le Mouron rouge, ainsi que pour ses rôles dans de nombreux drames et romances historiques. Elle est aussi célèbre pour son interprétation de Rosalind dans une production de Comme il vous plaira.
Après avoir établi sa réputation dans une série de pièces pour W. S. Gilbert en 1888, Neilson a rejoint la société de Herbert Beerbohm Tree, où elle est restée pendant cinq ans. Elle a joué à Londres et en tournée pendant près de trois décennies. Elle était la mère de l'actrice Phyllis Neilson-Terry et l'acteur Dennis Neilson-Terry.